# Poroina Mare (gmina)
Poroina Mare – gmina w Rumunii, w okręgu Mehedinți. Obejmuje miejscowości Fântânile Negre, Poroina Mare, Stignița i Șipotu. W 2011 roku liczyła 1048 mieszkańców.